# 침입 차단 시스템
침입 탐지 시스템(영어: Intrusion Detection System), 침입 차단 시스템(侵入遮斷 - , 영어: Intrusion Prevention System, IPS) 또는 침입 탐지 및 차단 시스템(영어: Intrusion Detection and Prevention Systems, IDPS)은 외부 네트워크로부터 내부 네트워크로 침입하는 네트워크 패킷을 찾아 제어하는 기능을 가진 소프트웨어 또는 하드웨어이다. 일반적으로 내부 네트워크로 들어오는 모든 패킷이 지나가는 경로에 설치되며, 호스트의 IP주소, TCP/UDP의 포트번호, 사용자 인증에 기반을 두고 외부 침입을 방지 또는 차단하는 역할을 한다. 허용되지 않는 사용자나 서비스에 대해 액세스를 거부하여 내부 자원을 보호한다.

## 같이 보기
- 침입 탐지 시스템
- 방화벽 (네트워킹)
- 해킹
- 해커
- 훙커

## 참고 문헌
- 엄영익, 정태영 《컴퓨터 운영체제론》 378·379쪽 참고